# PRV–17
A PRV–17 (NATO-kódneve: Odd Group, GRAU-kódja: 1RL141) 3. generációs magasságmérő rádiólokátor, melyet a Szovjetunióban fejlesztettek ki a MGM-31 Pershing II ballisztikius rakéták felderítésére 1982-ben. A PRV–17 lokátort a PRV-13 lokátort váltotta. A PRV–17-ot a Magyar Néphadsereg is hadrendbe állította és jelenleg a Magyar Honvédség is üzemelteti. 

## Műszaki jellemzői
Az adóban haladóhullámú-csövet alkalmaznak, aminek eredményeként nőtt a teljesítmény. Stabilabban képződnek a magas frekvenciájú rezgések, amelyek lehetővé teszik az impulzus-szekvencia koherenciájának növelését. Jelentősen megnövekedett a helyi tárgyak által generált és passzív zavarok elnyomásának képessége. Az aktív zavarás elleni védelem jellemzői jelentősen növekedtek. A kisugárzás 3 db antennán történik 4 frekvencián, 1 db fő üzemi és 2 db zavarvédelmi (2+1 frekvencia) antennán. A zavarvédelem alapvetően digitális jelfeldolgozású.
Az adás-vétel kapcsolóban a PRV-13 25 dB-es leválasztása helyett itt már 90 dB. Az átviteli veszteség kisebb, mint 3 dB. Az adó 4 frekvenciája megkövetelte, hogy a vevőben egy szélessávú nagyfrekvenciás erősítőt alkalmazzanak, ami lehetővé tette a nagy érzékenység elérését. A többcsatornás előre beállított előválasztó, elektronikus vezérléssel, beépített középfrekvenciás előerősítővel rendelkezik. Az aktív zajzavarás elleni védelmi eszközként analóg többcsatornás kvadrát (4) korrelációs, automatikus kompenzátort használnak. A működtetés további csatornáit különálló, speciális vétel-útvonalú antennákkal látták el. Ezzel kompenzálták az oldalsó és hátsó oldali aktív zaj zavarást. A parancsvezérlő rendszert egy koaxiális kábelen keresztül továbbított impulzusjelek szinkronizálásával történő időosztásos multiplexelés elvén alapul. Jelenleg egy 3D lokátor sem tudja azt a mérési pontosságot nyújtani 200 km felett, mint a PRV-17.
Maga a berendezés egy alvázon forgatható vezetőfülkéből áll, az antennákkal és az adó-vevővel. Képes szinkronban működni máslokátorokkal is.
- PRV-17 Linejka (Vonalzó)
- Rendszeresítés: 1982
- Hullámsáv: E-F
- Maximális kisugárzott impulzus teljesítmény: 2,5 MW
- Átlag teljesítmény: 41 kW
- Ismétlődési frekvencia: 180 - 1.160 MHz
- Impulzus szélesség: 1,1-9 µsec
- Kisugárzott jelszélesség/magasság: 2,5/1,15 fok

- Maximális felderítési távolság: 600 km magasság szerint:
  - 45 km/100 m
  - 95 km/500 m
  - 310 km/10.000 m
- Maximális felderítési magasság: 85 km

- Koordináta mérési pontosság:
  - Távolságban - 1.000 m
  - Oldalszögben - 2 fok
  - Magasságban - 300 m

- Felbontás:
  - Távolságban - 1.500 m
  - Oldalszögben - 3 fok
  - Magasságban - 1 m

- Zaj elnyomás:
  - Aktív - 8W/MHz
  - Passzív: csomag/100m - 1
  - Álló célok - 30 dB
  - Jelfeldolgozás: Analóg-digitális
  - Bekapcsolási idő: 5 perc

- A lokátor állomás elemei:
  - C-01 - Adó-Vevő kabin az antenna rendszerrel
  - C-02 - Modulátor kabin
  - C-03 - Indikátor kabin
  - C-04 - 5e96 Elektromos áram termelő kabin - 2 db diesel aggregát 2×100 kW teljesítménnyel (400 V 50 Hz).
  - 4 db KrAZ tehergépkocsi
  - Személyzet - 4 fő
  - Bekapcsolási idő: 5 perc
  - Folyamatos üzemeltetési idő: 4,5 óra